# Lentinus crinitus
Lentinus crinitus es una especie de hongo del género Lentinus, familia Polyporaceae, orden Polyporales.
Fue descrito científicamente por (L.) Fr., 1825.